# جير بينيتيز
جير بينيتيز (بالإسبانية: Jair Benítez) هو لاعب كرة قدم كولومبي في مركز الدفاع، ولد في 11 يناير 1979 في Jamundí ‏ في كولومبيا. شارك مع منتخب كولومبيا لكرة القدم. أما مع النوادي، فقد لعب مع إنديبندينتي ميديلين وإنديبنديينتي سانتا في وديبورتيفو بيريرا وديبورتيفو كالي وريونيغرو أغيلاس ونادي أتليتيكو كولون ونادي دالاس.

## وصلات خارجية
- جير بينيتيز على موقع الدوري الأمريكي (الإنجليزية)
- جير بينيتيز على موقع قاعدة بيانات كرة القدم.إي يو (الإنجليزية)
- جير بينيتيز على موقع ناشيونال فوتبول تيمز (الإنجليزية)
- جير بينيتيز على موقع Soccerway.com (الإنجليزية)